# 澤尼斯 (堪薩斯州)
澤尼斯（英語：Zenith）是位於美國堪薩斯州斯塔福德縣的一個非建制地區。

## 地理
澤尼斯所處的海拔為高於海平面550米（即1805英呎），而該地所採用的時區為UTC-6，即北美中部時區（CST）。同時該地設有夏令時間，為UTC-6調快一小時，即UTC-5（CDT）。